# Yeniçubuk
Yeniçubuk is een plaats in het district Gemerek in de Turkse provincie Sivas. Yeniçubuk is de grootste stad van het district Gemerek. Yenicubuk en de hoofdplaats Gemerek-Stad zijn ongeveer 1 km van elkaar verwijderd waardoor ze samen vaak Yeni Gemerek worden genoemd en in de toekomst aan elkaar zullen groeien wordt niet uitgesloten.  